# Microsoft Office 3.0
Microsoft Office 3.0 est une version de la suite bureautique Microsoft Office, développée et éditée par Microsoft le 30 août 1992.